# Фронцкі (Підляське воєводство)
Фронцкі (пол. Frącki) — село в Польщі, у гміні Ґіби Сейненського повіту Підляського воєводства.
Населення — 151 особа (2011).
У 1975-1998 роках село належало до Сувальського воєводства.

## Демографія
Демографічна структура станом на 31 березня 2011 року:
|          | Загалом | Допрацездатний вік | Працездатний вік | Постпрацездатний вік |
| -------- | ------- | ------------------ | ---------------- | -------------------- |
| Чоловіки | 73      | 18                 | 40               | 15                   |
| Жінки    | 78      | 16                 | 34               | 28                   |
| Разом    | 151     | 34                 | 74               | 43                   |